# Pasithea
Pasithea es un género monotípico de fanerógama perteneciente a la familia Xanthorrhoeaceae. Su única especie: Pasithea caerulea (Ruiz & Pav.) D.Don, se encuentra distribuida desde Perú hasta Chile. En Chile se llama pajaritos azules.

## Taxonomía
El género fue descrito por el botánico escocés David Don y publicado en Edinburgh New Philosophical Journal 13: 236 en el año 1832.

## Sinonimia
- Anthericum caeruleum Ruiz & Pav.
- Cyanella illcu Molina
- Pasithea caerulea var. grandiflora I.M.Johnst.
- Phalangium caeruleum (Ruiz & Pav.) Pers.
- Stypandra caerulea (Ruiz & Pav.) R.Br.[2]